# 浙江水库列表
至2010年，浙江省共有大型水库30座， 按库容量依次为新安江水库、滩坑水库、湖南镇水库、珊溪水库、紧水滩水库、富春江水库、长潭水库、牛头山水库、横锦水库、白水坑水库、汤浦水库、碗窑水库、赋石水库、青山水库、里石门水库、分水江水库、长诏水库、铜山源水库、白溪水库、亭下水库、对河口水库、下岸水库、四明湖水库、皎口水库、南江水库、陈蔡水库、老石坎水库、横山水库、石壁水库、南山水库。

## 大型水库
| 名称       | 水系             | 总库容 亿立方米 | 位置           | 备注   |
| ---------- | ---------------- | --------------- | -------------- | ------ |
| 新安江水库 | 新安江           | 216.26          | 建德市、淳安县 | 千岛湖 |
| 滩坑水库   | 瓯江支流小溪     | 41.90           | 青田县         | 千峡湖 |
| 湖南镇水库 | 乌溪江           | 20.67           | 衢州市衢江区   | 仙霞湖 |
| 珊溪水库   | 飞云江           | 18.24           | 温州市文成县   | 飞云湖 |
| 紧水滩水库 | 瓯江             | 13.93           | 丽水市云和县   | 仙宫湖 |
| 富春江水库 | 富春江           | 8.74            | 杭州市桐庐县   |        |
| 长潭水库   | 永宁江           | 7.32            | 台州市黄岩区   |        |
| 牛头山水库 | 灵江支流逆溪     | 3.03            | 临海市         |        |
| 横锦水库   | 东阳江           | 2.74            | 东阳市         |        |
| 白水坑水库 | 钱塘江           | 2.48            | 江山市         |        |
| 汤浦水库   | 曹娥江           | 2.35            | 上虞市         |        |
| 碗窑水库   | 江山港、达河溪   | 2.23            | 江山市         | 月亮湖 |
| 赋石水库   | 西苕溪主流西溪   | 2.18            | 湖州市安吉县   | 天赋湖 |
| 青山水库   | 东苕溪           | 2.15            | 临安区         |        |
| 里石门水库 | 灵江支流始丰溪   | 1.99            | 台州市天台县   | 寒山湖 |
| 分水江水库 | 钱塘江支流分水江 | 1.93            | 杭州市桐庐县   |        |
| 长诏水库   | 曹娥江           | 1.90            | 绍兴市新昌县   |        |
| 铜山源水库 | 衢江支流         | 1.71            | 衢州市衢江区   |        |
| 白溪水库   | 飞云江           | 1.60            | 宁波市宁海县   |        |
| 亭下水库   | 奉化江           | 1.50            | 宁波市奉化区   |        |
| 对河口水库 | 东苕溪支流余英溪 | 1.47            | 湖州市德清县   |        |
| 下岸水库   | 永安溪上游       | 1.35            | 台州市仙居县   |        |
| 四明湖水库 | 姚江             | 1.24            | 余姚市         |        |
| 皎口水库   | 樟溪             | 1.20            | 宁波市鄞州区   |        |
| 南江水库   | 东阳江支流南江   | 1.17            | 东阳市         |        |
| 陈蔡水库   | 浦阳江支流陈蔡江 | 1.16            | 诸暨市         |        |
| 老石坎水库 | 西苕溪支流南溪   | 1.15            | 安吉县         |        |
| 横山水库   | 甬江支流         | 1.12            | 宁波市奉化区   |        |
| 石壁水库   | 浦阳江支流       | 1.10            | 诸暨市         |        |
| 南山水库   | 曹娥江支流       | 1.05            | 嵊州市         |        |

## 杭州市

### 余杭区
四岭水库

### 临安区
里畈水库
水涛庄水库
华光潭水库

### 建德市
新安江水库

### 桐庐县
富春江水库
肖岭水库

## 宁波市

### 江北区
英雄水库

### 海曙区
皎口水库
周公宅水库
溪下水库

### 鄞州区
横溪水库
三溪浦水库
梅溪水库

### 北仑区
新路岙水库

### 镇海区
十字路水库 （九龙湖）

### 奉化区
横山水库
亭下水库

### 余姚市
四明湖水库
陆埠水库
梁辉水库
牟山湖

### 慈溪市
上林湖水库
梅湖水库
邵岙水库
外杜湖水库

### 宁海县
白溪水库
黄坛水库
西溪水库
力洋水库
车岙港水库

### 象山县
溪口水库
仓岙水库
隔溪张水库
大塘港水库
平潭水库

## 温州市

### 瓯海区
泽雅水库
坑口塘水库
秀垟水库
塘下坑水库

### 龙湾区
天河洞水库
天河溪水库
丰台西水库
双岙水库

### 鹿城区
仰义水库

### 洞头区
大长坑水库
龙潭坑水库
杨梅田水库
南山水库
枫树坑水库

### 瑞安市
赵山渡水库
马鞍山水库
集云山水库

### 乐清市
淡溪水库
十八玍水库
钟前水库
白石水库

### 苍南县
桥墩水库
挺南水库
吴家园水库

### 文成县
珊溪水库
百丈漈水库

### 平阳县
顺溪水利枢纽

## 绍兴市

### 绍兴市区
汤浦水库

### 诸暨市
陈蔡水库
石壁水库
青山水库
五泄水库

### 嵊州市
南山水库

### 新昌县
长诏水库
跃进水库
钦寸水库

## 湖州市

### 湖州市区
老虎潭水库

### 长兴县
合溪水库
泗安水库

### 德清县
对河口水库

### 安吉县
赋石水库
凤凰水库
老石坎水库

## 金华市

### 金华市区
沙畈水库
金兰水库
莘畈水库
西畈水库
白溪水库
九峰水库
安地水库

### 义乌市
八都水库
枫坑水库
王大坑水库
长堰水库
柏峰水库
巧溪水库
岩口水库

### 东阳市
横锦水库
东方红水库
南江水库

### 永康市
杨溪水库
黄坟水库
太平水库

### 兰溪市
芝堰水库

### 武义县
源口水库
清溪口水库
内庵水库
车门水库

### 浦江县
金坑岭水库
仙华水库

### 磐安县
马蹄坑水库

## 衢州市

### 衢江区
湖南镇水库
黄坛口水库
铜山源水库

### 常山县
千家排水库
狮子口水库
芙蓉水库

### 江山市
碗窑水库
白水坑水库
峡口水库

### 开化县
齐溪水库
茅岗水库

### 龙游县
周公畈水库
社阳水库
红畈水库
沐尘水库

## 台州市

### 黄岩区
长潭水库
秀岭水库
黄坦水库

### 临海市
牛头山水库
方溪水库
溪口水库
童燎水库

### 温岭市
湖漫水库
太湖水库
桐岭水库
花蕊水库

### 天台县
里石门水库
黄龙水库
龙珠潭水库
岩板寺水库
桐坑溪水库

### 仙居县
下岸水库
西岙水库
盂溪水库
郑桥水库
前王水库
朱溪水库

### 三门县
佃石水库
施家岙水库
罗岙水库

### 玉环市
双庙水库
芳杜水库
石门坎水库
玉潭水库
里墩水库
横培水库
龙溪水库

## 丽水市

### 莲都区
黄村水库

### 龙泉市
玉溪水库
岩樟溪水库

### 青田县
滩坑水库
金坑水库

### 遂昌县
成屏二级

### 松阳县
东坞源水库

### 景宁县
三枝树水库

### 云和县
紧水滩水库
石塘水库
雾溪水库
梅垄水库

### 庆元县
兰溪桥水库

### 缙云县
好溪水利枢纽

## 舟山市

### 定海区
虹桥水库
岑港水库
城北水库
洞岙水库
陈岙水库
白泉岭水库
金林水库

### 普陀区
芦东水库
应家湾水库
沙田岙水库
勾山水库

### 岱山县
小高亭水库
磨心水库